# Семча
Семча или Семчь — река в России, протекает в Республике Карелия.

## Общие сведения
Устье реки находится в 79 км по левому берегу реки Суны. Длина реки составляет 62 км, площадь водосборного бассейна 883 км².

## Бассейн
Исток — Юстозеро.
- В 51 км от устья, по правому берегу реки впадает река Вычайоки.
- В 16 км от устья по правому берегу впадает Тагаоя.
- В 3,5 км от устья, по левому берегу реки впадает река Большая Вичка.

Также к бассейну Семчи относятся озёра: Пунозеро, Торосозеро и Талое, Юстозеро.

## Данные водного реестра
По данным государственного водного реестра России относится к Балтийскому бассейновому округу, водохозяйственный участок реки — Свирь (включая реки бассейна Онежского озера), речной подбассейн реки — Свирь (включая реки бассейна Онежского озера). Относится к речному бассейну реки Нева (включая бассейны рек Онежского и Ладожского озера).
Код объекта в государственном водном реестре — 01040100212102000015260.

## Панорама

Панорама